# Cimarrón (Perú)
Cimarrón es una localidad peruana ubicada en el distrito de Casitas, perteneciente a la provincia de Contralmirante Villar del departamento de Tumbes, al norte del Perú. 

## Ubicación
Cimarrón se ubica al sur de la provincia de Contralmirante Villar, en el distrito de Casitas, en el departamento de Tumbes.

## Demografía
En 2017 Cimarrón tenía una población de 5 habitantes.
| Gráfica de evolución demográfica de Cimarrón entre 1993 y 2017 |
|                                                                |
| Fuentes: Población 1993 y 2017                                 |